# Carlos María Herrera
Pour les articles homonymes, voir Herrera.
Carlos María Herrera, né le 18 décembre 1875 à Montevideo et mort le 28 mars 1914, est un peintre uruguayen.

## Biographie
Ses parents sont Lucas Herrera y Obes Martínez et Ana Álvarez y Obes. Il démarre sa formation artistique auprès de Pedro Queirolo à Montevideo et, en 1895, il voyage à Buenos Aires où il assiste à des classes avec Eduardo Sívori à la Sociedad de Estímulo de Bellas Artes. En 1898, il réalise un voyage d'études à Rome grâce à une bourse du gouvernement uruguayen, où il étudie avec les espagnols Salvador Sánchez Barbudo (es) et Mariano Barbasán Lagueruela. En 1902, il retourne en Europe avec une bourse et s'installe en Espagne, où il travaille avec Joaquín Sorolla y Bastida pendant 3 ans. En 1905, il rentre dans son pays et il installe son atelier dans le quartier Capurro.
Il est un des fondateurs, premier directeur et enseignant du Círculo Fomento de Bellas Artes. Par ses salles de cours sont passés de nombreux artistes qui se distingueront ensuite dans leur travail,.

## Œuvres
Il est considéré comme un des pionniers de l'art nouveau en Uruguay. Ses œuvres reflètent le climat de la Belle Époque montevidéenne, aux atmosphères légères, utilisant de manière expressive couleur, taches et empâtement.
Spécialisé dans les portraits, il est apprécié de la haute société montevidéenne de l'époque. Ses portraits de dames et enfants montrent la maîtrise qu'il possédait de la technique de la peinture au pastel.
Il s'initie aussi, comme certains de ses contemporains, au nativisme, en peignant divers motifs sur les gauchos et les criollos. Il réalise également des scènes de genre historiques, dans le domaine duquel deux œuvres se démarquent : Artigas en el Hervidero et le Congreso de abril de 1813 (Congrès d'avril de 1813).
Ses œuvres peuvent être observées au Museo Nacional de Artes Visuales, au Musée Historique National, Musée Gallino (Salto) et au Musée National des Beaux-Arts d'Argentine.

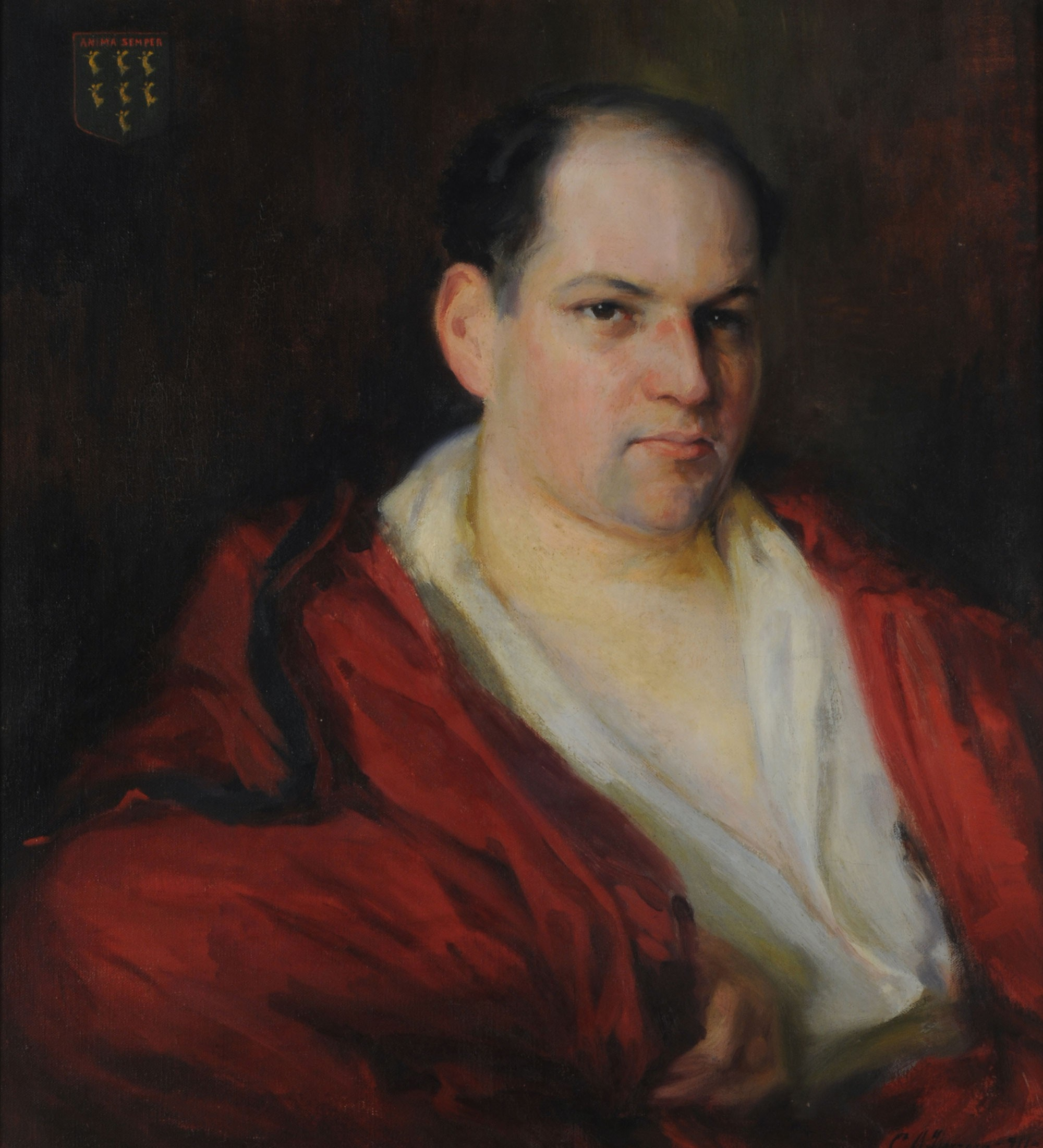
Portrait d'Alberto Nin Frias (1911, musée national des Beaux-Arts.)
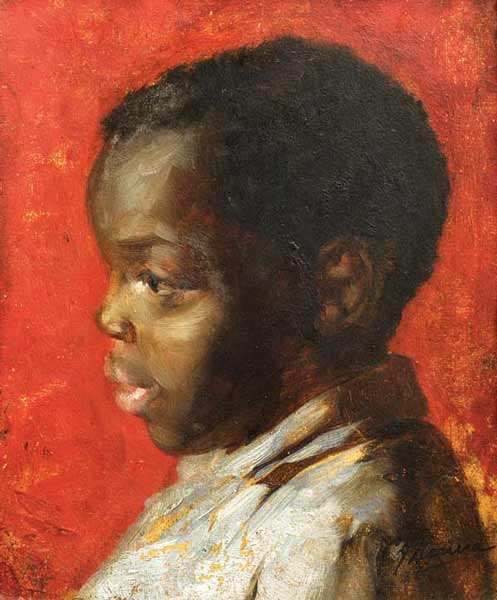
Enfant
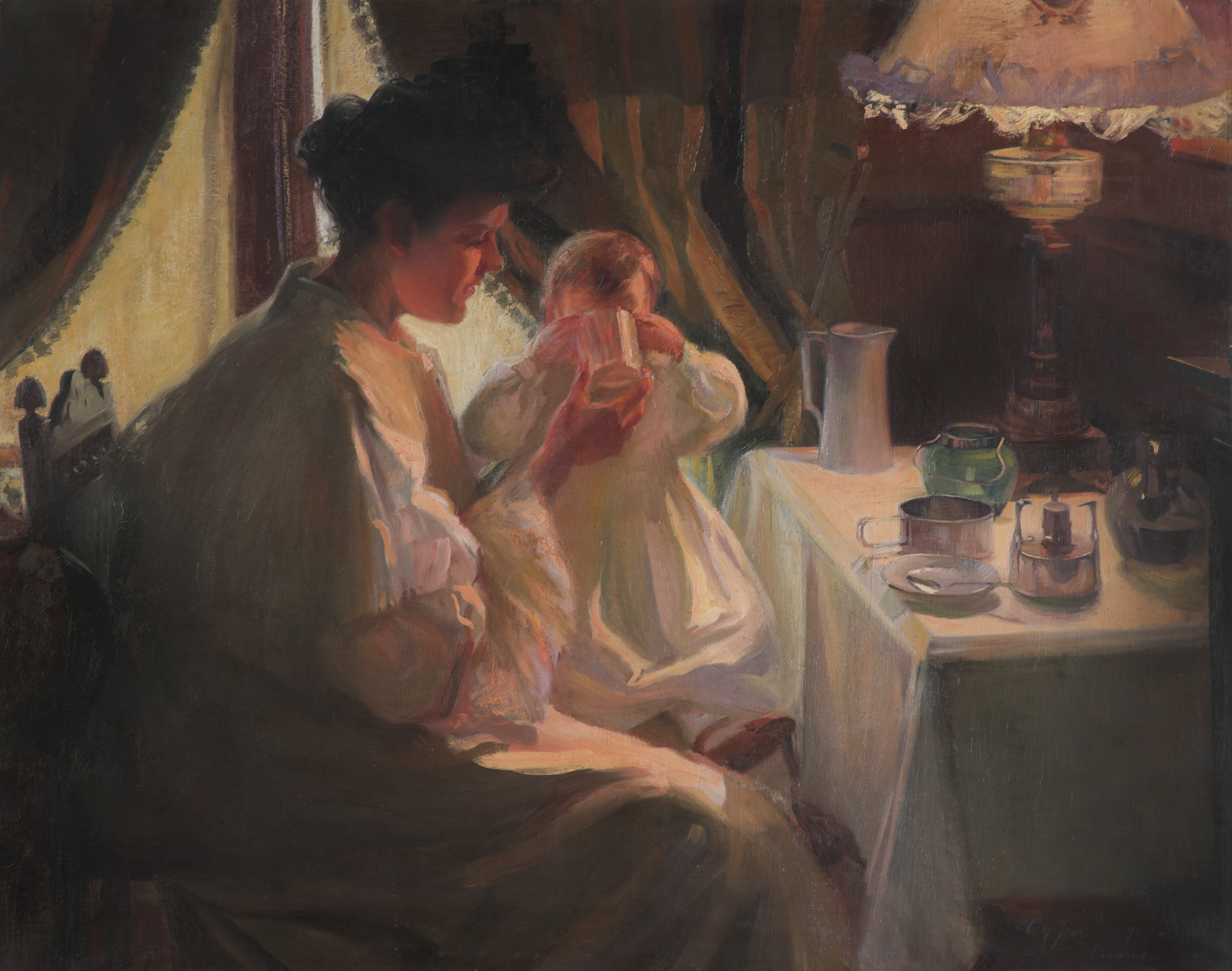
Maternité (Museo Nacional de Artes Visuales)
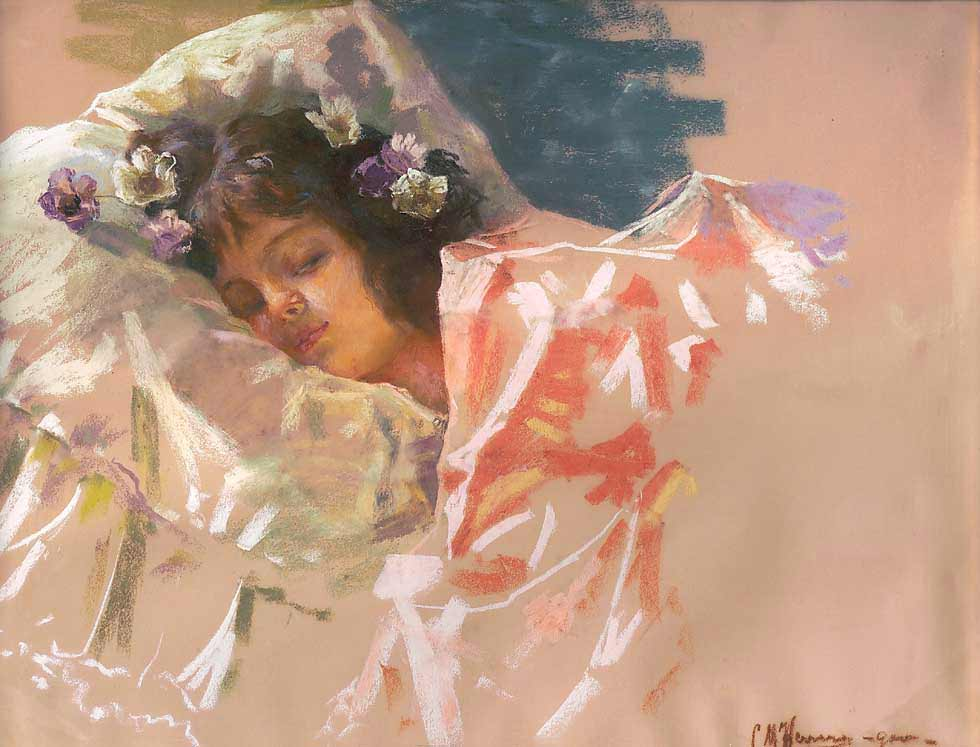
Repos
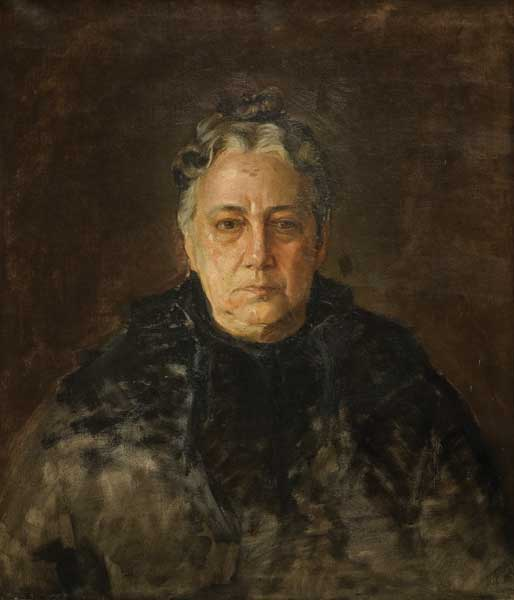
Portrait de la mère